# ملعب توتنهام هوتسبير
ملعب توتنهام هوتسبير (بالإنجليزية: Tottenham Hotspur Stadium)‏ هو ملعب كرة قدم يقع في منطقة توتنهام بالعاصمة الإنجليزية لندن. وتبلغ طاقته الإستيعابية ما يقارب 62,062 ألف متفرج، مما يجعله واحداً من أكبر الملاعب في الدوري الإنجليزي الممتاز وأكبر ملعب نادي في العاصمة لندن بتكلفة بلغت 350–400 مليون جنيه إسترليني.
وسيخلف ملعب توتنهام هوتسبير، الملعب القديم المعروف باسم وايت هارت لين والذي كان يتسع لحضور 36,284 متفرج. بعدما تم هدمه في عام 2017.
تم تصميمه ليكون ملعبًا متعدد الإستخدامات، حيث بالإمكان تقسيم أرضية الملعب ذو العشب الصناعي لتصبح ذو قابلية لإستضافة العديد من الفعاليات مثل ألعاب NFL والحفلات الموسيقية وغيرها من الأحداث. اختار النادي عدم استخدام اسم الاستاد السابق وايت هارت لين، حيث اختار اسم ملعب توتنهام هوتسبير بدلا من ذلك في انتظار بيع حقوق الاسم في القريب العاجل.
ومن المقرر افتتاح الملعب مع إقامة الاحتفال قبل مباراة فريق توتنهام هوتسبير ضد نادي ليفربول في 15 سبتمبر 2018.

## روابط خارجية
- الموقع الرسمي لملعب توتنهام هوتسبير